# Estoa d'Amfiarau

L'Estoa d'Amfiarau o Koimētērion (Enkoimētērion, Ἐγκοιμητήριον, en grec antic: Κοιμητήριον, Koimeterion) era una estoa o pòrtic amb columnes de l'Oracle d'Amfiarau, a prop d'Oropos, a l'est d'Àtica, Grècia. Les ruïnes se'n troben en el jaciment arqueològic del santuari a l'actual municipi d'Oropos.

## Història
L'estoa es degué construir a la fi del període clàssic, als 360-358 abans de la nostra era. Es creu que fou una donació d'Amintes IV de Macedònia. També podia haver estat construïda pels tebans o pels mateixos d'Oropos. La estoa s'utilitzava com a part de les funcions d'endevinació i curació associades al culte d'Amfiarau. Els pelegrins i pacients dormien en l'estoa, amb l'esperança de rebre presagis durant la nit que afavorissen la cura. El segon nom de l'edifici, (En)koimētērion, també fa referència al somni, i també s'utilitzava per a edificis semblants en asclepièions, entre d'altres. L'edifici degué substituir a un pòrtic amb columnes anterior, que s'alçava al costat nord-oest, en l'emplaçament de la posterior filera d'estàtues d'ofrena.

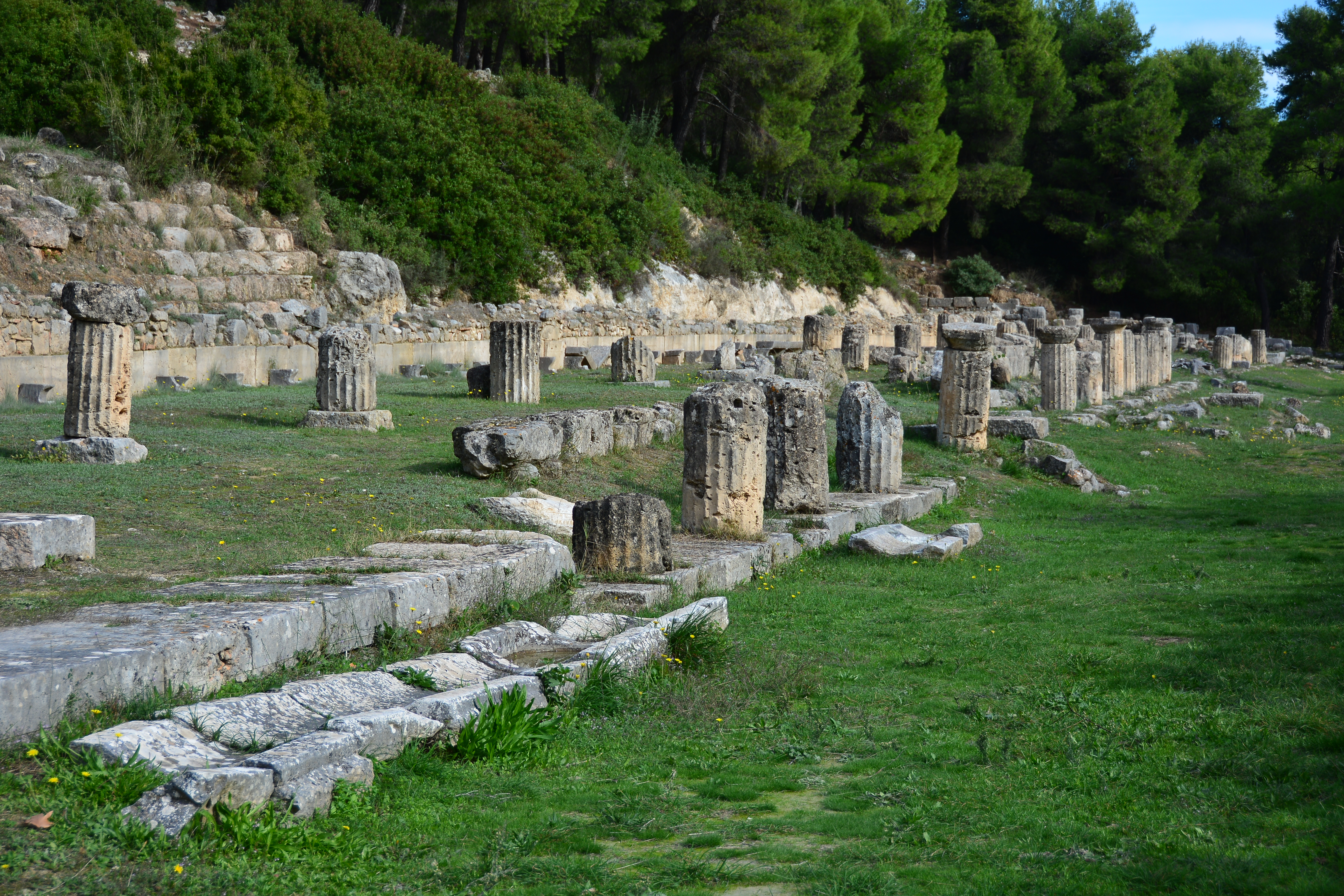
Ruïnes de l'estoa

L'edifici va ser modificat i ampliat més tard, i segurament restaurat en l'època romana. Les excavacions arqueològiques se'n feren entre el 1884 i el 1887.

## Descripció
Es va construir al vessant nord del santuari, al sud-est del Teatre d'Amfiarau. Estava situada en paral·lel al vessant, de nord-est a sud-oest, amb la façana orientada al sud-est. L'edifici tenia uns 108,8 m de llargada i 11,1 m d'amplària. L'estilòbat feia uns 110,2 m de llarg i 11,5 m d'ample. La façana de l'estoa tenia 39 o 41 columnes dòriques. A dins, la teulada, la sostenien 17 columnes jòniques, que dividien l'estoa en dues naus. En cada extrem de n'hi havia una sala de 10 m x 5,5 m si fa no fa. Cada sala se'n separava de l'altra per dues columnes i algun tipus de motllura. La paret interior de l'edifici estava flanquejada per bancs de pedra, segurament per a dormir. Les cambres separades devien estar reservades per als dormitoris dels pelegrins.